# Cyrtandropsis bismarckiensis
Cyrtandropsis bismarckiensis är en tvåhjärtbladig växtart som beskrevs av Rudolf Schlechter. Cyrtandropsis bismarckiensis ingår i släktet Cyrtandropsis och familjen Gesneriaceae. Inga underarter finns listade i Catalogue of Life.